# Hitotsubashi-Universität

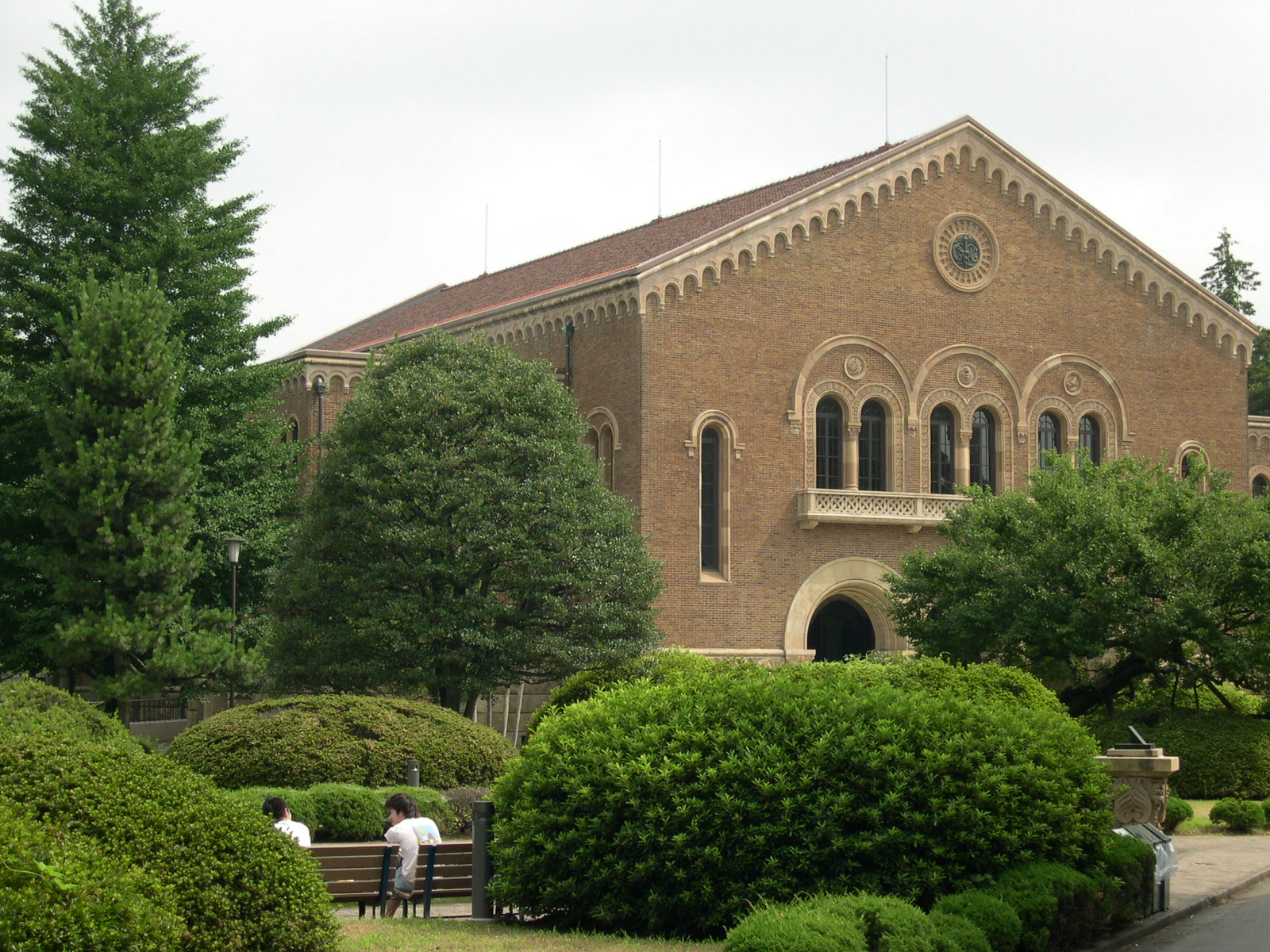
Auditorium im Campus Kunitachi

Die Hitotsubashi-Universität (jap. 一橋大学, Hitotsubashi daigaku) ist eine staatliche japanische Universität in der Präfektur Tokio, mit Standorten in Kunitachi, Kodaira und Kanda.

## Hintergrund
Die Hitotsubashi-Universität verfügt über einen ausgezeichneten Ruf im Bereich der Sozialwissenschaften, insbesondere die Fakultäten für Betriebswirtschaftslehre, Volkswirtschaftslehre und Soziologie gehören zu den renommiertesten in ganz Japan. Sie hat eine Reihe von Absolventen hervorgebracht, die eine bedeutende Rolle in der Finanzwelt und Industrie Japans spielen. Daher rührt auch das Motto der Universität „Captains of Industry“. Die Universität steht in einer Reihe mit bekannten Universitäten wie der Universität Tokio oder der Universität Kyōto.
Die Hitotsubashi-Universität hat gute Verbindungen zu ausländischen Universitäten wie z. B. der Universität Mannheim und der Universität zu Köln und unterhält rege Austauschbeziehungen auf studentischer und akademischer Ebene.

## Geschichte
Die Universität hat ihren Ursprung in der 1875 von dem Staatsmann, Diplomat und Gründer des modernen japanischen Bildungssystems Mori Arinori (1847–1889) unter dem Namen „Handels- und Rechtslehranstalt“ (商法講習所, Shōhō kōshūjo) gegründeten Privatschule. Anfangs waren die belgischen Lehrpläne und -methoden, eingeführt von den Prof. Edouard-Joseph Blockhuys (1862–1931), Arthur Maréchal und J. J. M. van Stappen (1852–1915) vorherrschend. 1884 wurde sie eine staatliche Handelsschule, und zog 1885 nach Kanda-Hitotsubashi um. Dort entwickelte sie sich 1887 zur Höheren Handelsschule (高等商業学校, Kōtō shōgyō gakkō), 1902 dann zur Höheren Handelsschule Tokio. 1920 wurde sie zur staatlichen Handelshochschule Tokio (東京商科大学, Tōkyō shōka daigaku). 1923 schädigte das Kantō-Erdbeben schwer die Schulgebäude, und 1927 zog die Hochschule nach Kodaira und Kunitachi um. 1949 erhielt sie ihren jetzigen Namen. Das Universitätswappen beruht daher auf dem Hermesstab, dem Symbol für Handel und Wirtschaft.

## Fakultäten und Graduiertenschulen

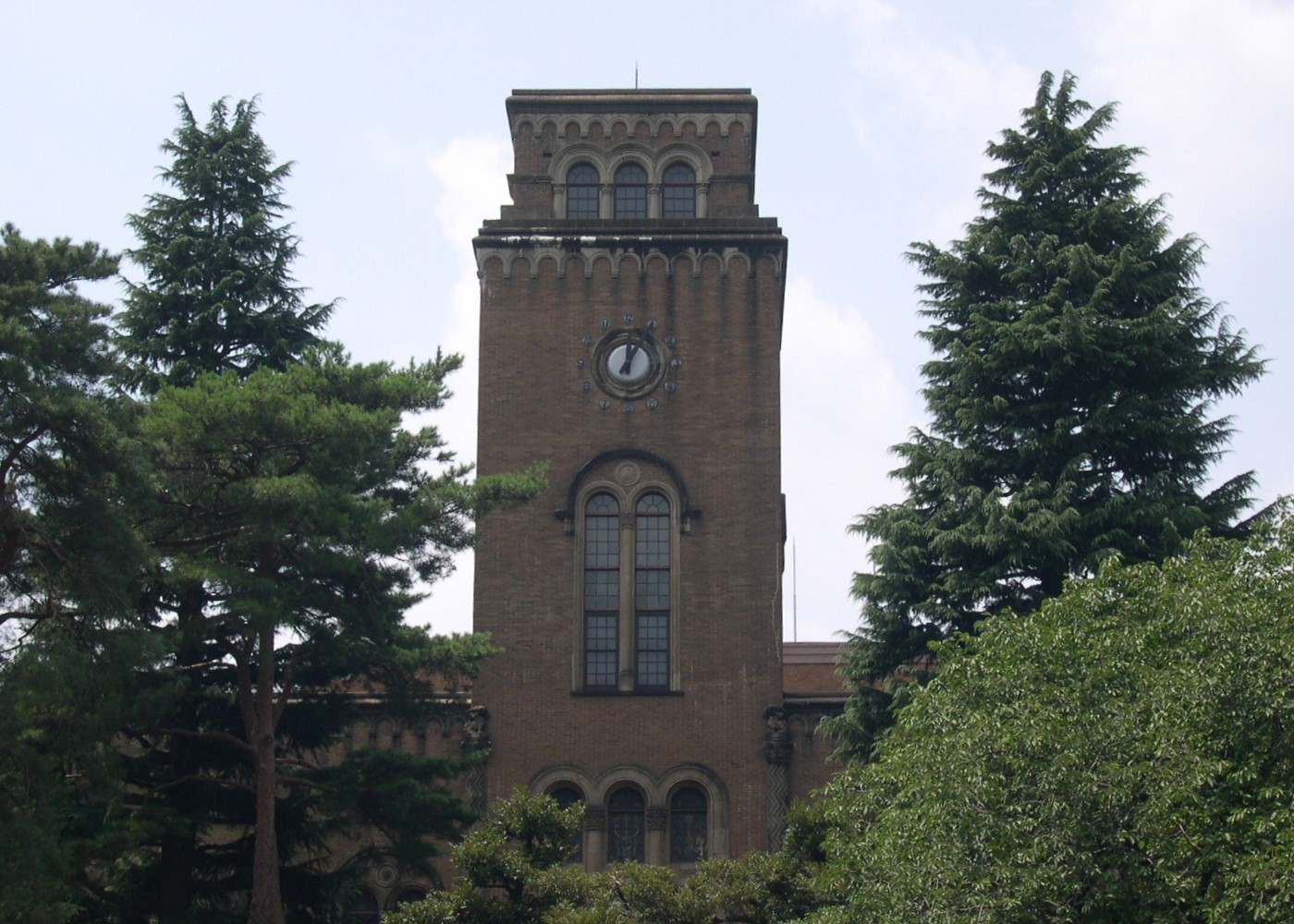
Bibliothek Kunitachi

Die Universität verfügt über folgende Fakultäten:
- Betriebswirtschaftslehre
- Volkswirtschaftslehre
- Rechtswissenschaften
- Soziologie

Zudem gibt es folgende Postgraduiertenschulen zur Erlangung des Master- und Doktor-Grades:
- Betriebswirtschaftslehre
- Volkswirtschaftslehre
- Rechtswissenschaften
- Soziologie
- Sprach- und Sozialwissenschaften
- Internationale Unternehmensstrategie

## Bekannte Absolventen
- Akamatsu Kaname (1896–1974), Wirtschaftswissenschaftler
- Ōhira Masayoshi (1910–1980), Premierminister
- Aziz Abdukhakimov (* 1974), Stellvertretender Premierminister der Republik Usbekistan
- Shintarō Ishihara (1932–2022), Gouverneur der Hauptstadtpräfektur Tokio
- Yasuo Tanaka (* 1956), Gouverneur der Präfektur Nagano
- Harumi Takahashi (* 1954), Gouverneurin der Hokkaidō
- Taizō Mikazuki (* 1971), Gouverneurin der Präfektur Shiga
- Takashi Kawamura (* 1948), Bürgermeister der Nagoya
- Murata Shōzō (1878–1957), Politiker
- Ishii Mitsujirō (1889–1981), Politiker
- Ōya Shinzō (1894–1980), Politiker
- Eda Saburō (1907–1977), Politiker
- Kosaka Zentarō (1912–2000), Politiker
- Kōji Omi (1932–2022), Politiker
- Naoki Minezaki (* 1944), Politikerin
- Katsutoshi Kaneda (* 1949), Politikerin
- Hiroko Ōta (* 1954), Politikerin
- Yoshinori Suematsu (* 1956), Politikerin
- Hayami Masaru (1925–2009),  Präsident der Bank of Japan
- Satō Naotake (1882–1971), Diplomat
- Kurusu Saburō (1886–1954), Diplomat
- Stefan Herzberg (* 1956), Diplomat
- Fukuda Tokuzō (1874–1930), Wirtschaftswissenschaftler
- Hirai Yasutarō (1896–1970), Wirtschaftswissenschaftler
- Shinohara Miyohei (1919–2012), Wirtschaftswissenschaftler
- Atsushi Kajii (* 1963), Wirtschaftswissenschaftler
- Sōda Kiichirō (1881–1927), Wirtschaftstheoretiker
- Ueda Teijirō (1879–1940), Wirtschaftswissenschaftler
- Sugimura Kōzō (1895–1948), Wirtschaftstheoretiker
- Masuji Yōjirō (1896–1945), Wissenschaftler
- Nakayama Ichirō (1898–1980), Wirtschaftswissenschaftler
- Sugimoto Eiichi (1901–1952), Wirtschaftswissenschaftler
- Takashima Zen’ya (1904–1990), Sozialwissenschaftler
- Masuda Shirō (1908–1997), Historiker
- Eiichi Kido (* 1957), Politikwissenschaftler
- Noriko Arai (* 1962), Mathematikerin
- Kagami Kenkichi (1869–1939), Unternehmer
- Adachi Tadashi (1883–1973), Unternehmer
- Shōda Hidesaburō (1903–1999), Unternehmer
- Mizukami Tatsuzō (1903–1989), Unternehmer
- Taikichirō Mori (1904–1993), Unternehmer
- Kawamata Katsuji (1905–1986), Unternehmer
- Suzuki Eiji (1913–1994), Unternehmer
- Tatsumi Kimishima  (* 1950), Unternehmer
- Nakayama Sohei (1996–2005), Bankmanager
- Masaji Kiyokawa (1913–1999), Olympiasieger
- Kashio Seiichirō (1892–1962), Tennisspieler
- Tamotsu Nakamura (* 1934), Alpinist
- Wataru Yoshizumi (* 1963), Manga-Zeichner
- Iō Kuroda (* 1971), Manga-Zeichner
- Ken Ishii (* 1970), Musiker
- Ikimono Gakari, Musiker
- Sumio Kobayashi (* 1982), Komponist der zeitgenössischen Musik
- Futabatei Shimei (1864–1909), Autor
- Nagai Kafū (1879–1959), Autor
- Itō Sei (1905–1969), Autor
- Gomikawa Jumpei (1916–1995), Autor
- Saburō Shiroyama (1927–2007), Autor
- Takashi Hiraide (* 1950), Lyriker
- Senuma Shigeki (1904–1988), Literaturkritiker
- Hideaki Oketani (1932–2025), Literaturkritiker
- Ryū Shintarō (1900–1967), Journalist
- Gima Makoto (1896–1989), Karate-Meister
- Riko Muranaka (* 1953), Medizinerin und Journalistin
- Reijirō Tsumura (* 1942), Nō-Schauspieler
- Koyama Fujio (1900–1975), Kenner Keramik

## Berühmte Professoren
- Irmela Hijiya-Kirschnereit (* 1948), deutsche Japanologin und Übersetzerin
- Ikujirō Nonaka (1935–2025), Verwaltung
- Hirotaka Takeuchi (* 1946), Verwaltung